# Розрив-трава
Розри́в-трава́ (Impatiens L.) — рід рослин з родини бальзамінових. Рід нараховує 505 підтверджених видів згідно з PlantList і 1113 видів згідно з Plants of the World Online, поширених у тропічних й субтропічних областях Африки та Азії, а також у помірному поясі Північної півкулі.

## Назва
Українська назва роду має фольклорне походження. Згідно вірувань давніх українців розрив-трава була рідкісною рослиною і мала чудодійну силу: доторк її листя здатен був розбивати найміцніші окови, відчиняти найхитріші замки та запори, а також приборкував тварин. За повір'ям, людина не могла віднайти таке листя самотужки, його могла принести черепаха, що висиджувала яйця. Слід зауважити, що подібні перекази, на відміну від багатьох інших, не мали під собою реального підґрунтя, адже черепахи не висиджують яйця, а представники роду Impatiens належать до поширених рослин і віднайти їх не становить труднощів.

## Опис
Однорічні та багаторічні трав'янисті рослини, що сильно різняться за висотою — вона може становити від 30 см до 2 м. Коріння стрижневого типу. Стебла прямостоячі, розгалужені, часто вузлуваті, дуже соковиті, густо улиснені. У розрив-трави залозистої вони вкриті залозками. Габітус рослин пірамідальний або кулястий. Листки ланцетні або яйцеподібно-ланцетні. Квітки зигоморфні (неправильні), різноманітного забарвлення. Плід — суха коробочка, що розтріскується, вивільняючи насіння.

## Види
На 2011 рік у роді налічують 303 види; в Україні у природному середовищі зустрічаються розрив-трава звичайна (Impatiens noli-tangere L. = Impatiens noli-metangere Crantz), що росте на вогких місцях в ярах, на берегах річок у лісах і на болотах — на Поліссі, в Лісостепу й у Карпатах та розрив-трава дрібноквіткова (Impatiens parviflora DC.) — заносна рослина, яка з ботанічних садів поширилась по тінистих вогких місцях. У садах також розводять розрив-траву бальзамінову (Impatiens balsamina L.) з білими, рожевими або пурпуровими, іноді строкатими квітками.
Деякі види роду Impatiens:
- Impatiens arguta
- Impatiens aurella
- Impatiens balfourii
- Impatiens balsamina L. — Розрив-трава бальзамінова
- Impatiens bicornuta
- Impatiens capensis
- Impatiens chinensis
- Impatiens cristata
- Impatiens glandulifera Royle — Розрив-трава залозиста
- Impatiens hians
- Impatiens hongkongensis
- Impatiens irvingii
- Impatiens morsei
- Impatiens niamniamensis
- Impatiens noli-tangere L.[5] — Розрив-трава звичайна
- Impatiens obesa
- Impatiens omeiana
- Impatiens parviflora DC. — Розрив-трава дрібноквіткова
- Impatiens pritzelii
- Impatiens scabrida DC.
- Impatiens sodenii Engl. & Warb.
- Impatiens sulcata
- Impatiens textori Miq.
- Impatiens walleriana
- Impatiens wilsoni
- Impatiens zombensis Baker